# Бадо, Хулио
Джулиан Бадо (англ. Julian Bado; 3 июня 1983, Лос-Барриос, Испания) — испанский и гибралтарский футболист, полузащитник клуба «Бока Гибралтар». Выступал за сборную Гибралтара.

## Биография

### Клубная карьера
На юношеском уровне начинал играть в футбол в Испании. В 2010 году перебрался в Гибралтар, где стал игроком клуба «Линкс», за который выступал до 2014 года. В 2014 году перешёл сначала в «Манчестер 62», а затем в «Глэсис Юнайтед», за который отыграл два с половиной сезона. Сезон 2017/18 отыграл в клубе «Монс Кальп». В дальнейшем выступал также за «Бока Гибралтар» и «Гибралтар Юнайтед».

### Карьера в сборной
Первый и единственный матч за сборную Гибралтара провёл 19 ноября 2013 года против сборной Словакии, в котором появился на поле после перерыва, заменив Джереми Лопеса. Этот матч также был первым международным матчем для сборной Гибралтара после вступления в УЕФА. В дальнейшем в сборную не вызывался.